# 凤凰山水库
凤凰山水库是中国陕西省汉中市境内的一座水库，建于1957年。水库正常库容为168万立方米，集雨面积为10平方千米。